# Mid-Season Invitational 2024
O Mid-Season Invitational 2024 ou MSI 2024, foi a 9ª edição do primeiro torneio competitivo internacional da temporada de esporte eletrônico de League of Legends com abertura em 1 de maio de 2024 e a final no dia 19 de maio de 2024, organizado anualmente pela Riot Games. O MSI reúne os campeões do primeiro split de cada região e os vice-campeões das regiões major.
Pela primeira vez na história, a equipe campeã do MSI foi contemplada com um lugar garantido no Mundial, o que também contou como uma vaga adicional para a respectiva região. Já a segunda região com o melhor desempenho no MSI recebeu um seed a mais. Para garantir que a equipe pré-qualificada para o Mundial continue empenhada em se sair bem na própria região natal, ela ainda precisou se classificar para os Playoffs da segunda etapa.
A  JD Gaming, campeã da última edição, falhou em se classificar para o torneio, perdendo para a  Top Esports nas eliminatórias da LPL 2024 Spring e não pôde defender o seu título.
No dia 19 de maio, a Gen.G, da LCK, venceu a Bilibili Gaming, da LPL na final por 3–1 e conquistou seu primeiro título do MSI.

## Sede
| China                                              |
| -------------------------------------------------- |
| Chengdu Financial City Performing Arts Center [zh] |
| Capacidade: 12.000                                 |
| Chengdu                                            |

## Formato
- Fase de Entrada:
  - 8 equipes participam;
  - As equipes são sorteados em dois grupos em chaves de eliminação dupla;
  - Todas as partidas em MD3;
  - As 2 melhores equipes de cada chave se classifica para a próxima fase.
- Fase de Chaves:
  - 8 equipes participam:
    - 4 equipes pré-qualificados para a Fase de Chaves + os 4 classificados da Fase de Entrada;

  - Chaves de eliminação dupla;
  - Todas as partidas em MD5;
- Todo o torneio fará uso do Patch: 14.8;
- O Sorteio da Fase de Entrada foi realizado dia 20 de abril, depois da Final da LPL 2024 Spring;
- O Sorteio da Fase de Chaves será realizado no dia 5 de maio.
- A equipe campeã do torneio se classifica para o Campeonato Mundial de League of Legends de 2024;
  - A vaga só será garantida se a equipe se classificar para os Playoffs no segundo split da sua respectiva liga.
- A segunda região com melhor desempenho, receberá mais uma vaga no Worlds 2024;
- A final será realizada dia 19 de maio de 2024.[5]

## Participantes
No total são 12 participantes, 1 a menos que a temporada passada, devido a LJL (liga japonesa) ter se juntado a PCS (Pacífico). Os classificados para o torneio são definidos ao final dos torneios domésticos de cada região, e as vagas são dispostas da seguinte forma:
| Acr. | Região Competitiva | Liga  | Equipe          | Seed | Classificação                                |
| ---- | ------------------ | ----- | --------------- | ---- | -------------------------------------------- |
| KR   | Coréia do Sul      | LCK   | Gen.G           | 1    | Campeão da LCK 2024 Spring                   |
| KR   | Coréia do Sul      | LCK   | T1              | 2    | Vice-campeão da LCK 2024 Spring              |
| CN   | China              | LPL   | Bilibili Gaming | 1    | Campeão da LPL 2024 Spring                   |
| CN   | China              | LPL   | Top Esports     | 2    | Vice-campeão da LPL 2024 Spring              |
| EMEA | Europa             | LEC   | G2 Esports      | 1    | Campeão da LEC 2024 Winter e LEC 2024 Spring |
| EMEA | Europa             | LEC   | Fnatic          | 2    | Vice-campeão da LEC 2024 Spring              |
| NA   | América do Norte   | LCS   | Team Liquid     | 1    | Campeão da LCS 2024 Spring                   |
| NA   | América do Norte   | LCS   | FlyQuest        | 2    | Vice-campeão da LCS 2024 Spring              |
| PCS  | Pacífico           | PCS   | PSG Talon       | 1    | Campeão da PCS 2024 Spring                   |
| VN   | Vietnã             | VCS*  | GAM Esports     | 1    | Campeão da VCS 2024 Spring                   |
| BR   | Brasil             | CBLOL | LOUD            | 1    | Campeão do CBLOL 2024 Primeira Etapa         |
| LAT  | América Latina     | LLA   | Estral Esports  | 1    | Campeão da LLA 2024 Apertura                 |

Fonte:
*A Liga Vietnamita de League of Legends (VCS) teve uma rodada da Fase Regular cancelada por manipulação de resultados, 32 pessoas foram suspensas após as investigações, apesar da expectativa de cancelamento da vaga para a região, a Riot Games manteve o planejamento inicial e confirmou a vaga da liga no MSI, sendo então conquistada pela GAM Esports após serem campeões da VCS nos Playoffs.

## Fase de Entrada
- Datas e horários: 1–5 de maio, iniciando as 16h00 CST.[11]
- Horários abaixo em UTC–3.

|  |                              |                              |                              |                               |                           |                           |                           |                           |
|  | Rodada 1 - Chave superior    | Rodada 1 - Chave superior    | Rodada 1 - Chave superior    |                               |                           | Rodada 2 - Chave superior | Rodada 2 - Chave superior | Rodada 2 - Chave superior |
|  | Rodada 1 - Chave superior    | Rodada 1 - Chave superior    | Rodada 1 - Chave superior    |                               |                           | Rodada 2 - Chave superior | Rodada 2 - Chave superior | Rodada 2 - Chave superior |
|  | Partida 1 – 1 de maio -8h00  |                              |                              |                               |                           |                           |                           |                           |
|  |                              |                              |                              |                               |                           |                           |                           |                           |
|  | A1                           | FlyQuest                     | 2                            |                               |                           |                           |                           |                           |
|  | A1                           | FlyQuest                     | 2                            | Partida 7 – 3 de maio - 5h00  |                           |                           |                           |                           |
|  | A4                           | PSG Talon                    | 1                            |                               |                           |                           |                           |                           |
|  | A4                           | PSG Talon                    | 1                            |                               |                           | V1                        | FlyQuest                  | 0                         |
|  | Partida 2 – 1 de maio - 5h00 |                              |                              |                               |                           | V1                        | FlyQuest                  | 0                         |
|  |                              |                              | V2                           | T1                            | 2                         |                           |                           |                           |
|  | A2                           | T1                           | V2                           | T1                            | 2                         | 2                         |                           |                           |
|  | A2                           | T1                           |                              |                               |                           |                           |                           |                           |
|  | A3                           | Estral Esports               | 0                            |                               |                           |                           |                           |                           |
|  | A3                           | Estral Esports               | 0                            |                               |                           |                           |                           |                           |
|  | Partida 3 – 2 de maio - 5h00 |                              |                              |                               |                           |                           |                           |                           |
|  |                              |                              |                              |                               |                           |                           |                           |                           |
|  | B1                           | Fnatic                       | 2                            |                               |                           |                           |                           |                           |
|  | B1                           | Fnatic                       | 2                            | Partida 8 – 3 de maio - 8h00  |                           |                           |                           |                           |
|  | B4                           | GAM Esports                  | 0                            |                               |                           |                           |                           |                           |
|  | B4                           | GAM Esports                  | 0                            |                               |                           | V3                        | Fnatic                    | 1                         |
|  | Partida 4 – 2 de maio - 8h00 |                              |                              |                               |                           | V3                        | Fnatic                    | 1                         |
|  |                              |                              | V4                           | Top Esports                   | 2                         |                           |                           |                           |
|  | B2                           | Top Esports                  | V4                           | Top Esports                   | 2                         | 2                         |                           |                           |
|  | B2                           | Top Esports                  |                              |                               |                           |                           |                           |                           |
|  | B3                           | LOUD                         | 0                            |                               |                           |                           |                           |                           |
|  | B3                           | LOUD                         | 0                            |                               |                           |                           |                           |                           |
|  |                              |                              |                              |                               |                           |                           |                           |                           |
|  |                              |                              |                              |                               |                           |                           |                           |                           |
|  | Rodada 1 - Chave inferior    | Rodada 1 - Chave inferior    | Rodada 1 - Chave inferior    | Rodada 2 - Chave inferior     | Rodada 2 - Chave inferior | Rodada 2 - Chave inferior |                           |                           |
|  | Rodada 1 - Chave inferior    | Rodada 1 - Chave inferior    | Rodada 1 - Chave inferior    | Rodada 2 - Chave inferior     | Rodada 2 - Chave inferior | Rodada 2 - Chave inferior |                           |                           |
|  |                              |                              |                              | Partida 9 – 5 de maio - 5h00  |                           |                           |                           |                           |
|  |                              |                              |                              |                               |                           |                           |                           |                           |
|  | Partida 5 – 4 de maio - 5h00 | Partida 5 – 4 de maio - 5h00 | Partida 5 – 4 de maio - 5h00 | P7                            | FlyQuest                  | 0                         |                           |                           |
|  | Partida 5 – 4 de maio - 5h00 | Partida 5 – 4 de maio - 5h00 | Partida 5 – 4 de maio - 5h00 | P7                            | FlyQuest                  | 0                         |                           |                           |
|  | P1                           | PSG Talon                    | 2                            |                               |                           | V5                        | PSG Talon                 | 2                         |
|  | P1                           | PSG Talon                    | 2                            |                               |                           | V5                        | PSG Talon                 | 2                         |
|  | P2                           | Estral Esports               | 0                            |                               |                           |                           |                           |                           |
|  | P2                           | Estral Esports               | 0                            |                               |                           |                           |                           |                           |
|  |                              |                              |                              | Partida 10 – 5 de maio - 8h00 |                           |                           |                           |                           |
|  |                              |                              |                              |                               |                           |                           |                           |                           |
|  | Partida 6 – 4 de maio - 8h00 | Partida 6 – 4 de maio - 8h00 | Partida 6 – 4 de maio - 8h00 | P8                            | Fnatic                    | 2                         |                           |                           |
|  | Partida 6 – 4 de maio - 8h00 | Partida 6 – 4 de maio - 8h00 | Partida 6 – 4 de maio - 8h00 | P8                            | Fnatic                    | 2                         |                           |                           |
|  | P3                           | LOUD                         | 1                            |                               |                           | V6                        | GAM Esports               | 0                         |
|  | P3                           | LOUD                         | 1                            |                               |                           | V6                        | GAM Esports               | 0                         |
|  | P4                           | GAM Esports                  | 2                            |                               |                           |                           |                           |                           |
|  | P4                           | GAM Esports                  | 2                            |                               |                           |                           |                           |                           |

Fonte: LoL Esports

## Fase de Chaves
- Datas e horários: 7–19 de maio, iniciando as 17h00 CST.[17]
- Horários abaixo em UTC–3.

|  |                               |                               |                               |                                |                                |                                |                                |                                |                                |                           |                                |                                |                                |     |                 |   |  |  |  |  |              |              |              |
|  | Rodada 1 - Chave Superior     | Rodada 1 - Chave Superior     | Rodada 1 - Chave Superior     |                                |                                | Rodada 2 - Chave Superior      | Rodada 2 - Chave Superior      | Rodada 2 - Chave Superior      |                                |                           | Final - Chave Superior         | Final - Chave Superior         | Final - Chave Superior         |     |                 |   |  |  |  |  | Grande Final | Grande Final | Grande Final |
|  | Rodada 1 - Chave Superior     | Rodada 1 - Chave Superior     | Rodada 1 - Chave Superior     |                                |                                | Rodada 2 - Chave Superior      | Rodada 2 - Chave Superior      | Rodada 2 - Chave Superior      |                                |                           | Final - Chave Superior         | Final - Chave Superior         | Final - Chave Superior         |     |                 |   |  |  |  |  | Grande Final | Grande Final | Grande Final |
|  | Partida 1 – 7 de maio - 6h00  |                               |                               |                                |                                |                                |                                |                                |                                |                           |                                |                                |                                |     |                 |   |  |  |  |  |              |              |              |
|  |                               |                               |                               |                                |                                |                                |                                |                                |                                |                           |                                |                                |                                |     |                 |   |  |  |  |  |              |              |              |
|  | Team Liquid                   | Team Liquid                   | 0                             |                                |                                |                                |                                |                                |                                |                           |                                |                                |                                |     |                 |   |  |  |  |  |              |              |              |
|  | Team Liquid                   | Team Liquid                   | 0                             | Partida 6 – 11 de maio - 6h00  |                                |                                |                                |                                |                                |                           |                                |                                |                                |     |                 |   |  |  |  |  |              |              |              |
|  | Top Esports                   | Top Esports                   | 3                             |                                |                                |                                |                                |                                |                                |                           |                                |                                |                                |     |                 |   |  |  |  |  |              |              |              |
|  | Top Esports                   | Top Esports                   | 3                             |                                |                                | V1                             | Top Esports                    | 2                              |                                |                           |                                |                                |                                |     |                 |   |  |  |  |  |              |              |              |
|  | Partida 2 – 8 de maio - 6h00  |                               |                               |                                |                                | V1                             | Top Esports                    | 2                              |                                |                           |                                |                                |                                |     |                 |   |  |  |  |  |              |              |              |
|  |                               |                               | V2                            | Gen.G                          | 3                              |                                |                                |                                |                                |                           |                                |                                |                                |     |                 |   |  |  |  |  |              |              |              |
|  | Gen.G                         | Gen.G                         | V2                            | Gen.G                          | 3                              | 3                              |                                |                                |                                |                           |                                |                                |                                |     |                 |   |  |  |  |  |              |              |              |
|  | Gen.G                         | Gen.G                         |                               |                                |                                | 3                              | Partida 11 – 16 de maio - 6h00 |                                |                                |                           |                                |                                |                                |     |                 |   |  |  |  |  |              |              |              |
|  | Fnatic                        | Fnatic                        | 0                             |                                |                                |                                |                                |                                |                                |                           |                                |                                |                                |     |                 |   |  |  |  |  |              |              |              |
|  | Fnatic                        | Fnatic                        | 0                             |                                |                                | V6                             | Gen.G                          | 3                              |                                |                           |                                |                                |                                |     |                 |   |  |  |  |  |              |              |              |
|  | Partida 3 – 9 de maio - 6h00  |                               |                               |                                |                                | V6                             | Gen.G                          | 3                              |                                |                           |                                |                                |                                |     |                 |   |  |  |  |  |              |              |              |
|  |                               |                               | V8                            | Bilibili Gaming                | 1                              |                                |                                |                                |                                |                           |                                |                                |                                |     |                 |   |  |  |  |  |              |              |              |
|  | Bilibili Gaming               | Bilibili Gaming               | V8                            | Bilibili Gaming                | 1                              | 3                              |                                |                                |                                |                           |                                |                                |                                |     |                 |   |  |  |  |  |              |              |              |
|  | Bilibili Gaming               | Bilibili Gaming               | Partida 8 – 12 de maio - 1h00 |                                |                                | 3                              |                                |                                |                                |                           |                                |                                |                                |     |                 |   |  |  |  |  |              |              |              |
|  | PSG Talon                     | PSG Talon                     | 2                             |                                |                                |                                |                                |                                |                                |                           |                                |                                |                                |     |                 |   |  |  |  |  |              |              |              |
|  | PSG Talon                     | PSG Talon                     | 2                             |                                |                                | V3                             | Bilibili Gaming                | 3                              |                                |                           |                                |                                |                                |     |                 |   |  |  |  |  |              |              |              |
|  | Partida 4 – 10 de maio - 6h00 |                               |                               |                                |                                | V3                             | Bilibili Gaming                | 3                              |                                |                           |                                |                                |                                |     |                 |   |  |  |  |  |              |              |              |
|  |                               |                               | V4                            | T1                             | 1                              |                                |                                |                                |                                |                           |                                |                                |                                |     |                 |   |  |  |  |  |              |              |              |
|  | G2 Esports                    | G2 Esports                    | V4                            | T1                             | 1                              | 2                              |                                |                                |                                |                           | Partida 14 – 19 de maio - 6h00 | Partida 14 – 19 de maio - 6h00 | Partida 14 – 19 de maio - 6h00 |     |                 |   |  |  |  |  |              |              |              |
|  | G2 Esports                    | G2 Esports                    |                               |                                |                                |                                |                                |                                |                                |                           | Partida 14 – 19 de maio - 6h00 | Partida 14 – 19 de maio - 6h00 | Partida 14 – 19 de maio - 6h00 |     |                 |   |  |  |  |  |              |              |              |
|  | T1                            | T1                            | 3                             |                                |                                | V11                            | Gen.G                          | 3                              |                                |                           |                                |                                |                                |     |                 |   |  |  |  |  |              |              |              |
|  | T1                            | T1                            | 3                             |                                |                                | V11                            | Gen.G                          | 3                              |                                |                           |                                |                                |                                |     |                 |   |  |  |  |  |              |              |              |
|  |                               |                               |                               |                                |                                | V13                            | Bilibili Gaming                | 1                              |                                |                           |                                |                                |                                |     |                 |   |  |  |  |  |              |              |              |
|  |                               |                               |                               |                                |                                | V13                            | Bilibili Gaming                | 1                              |                                |                           |                                |                                |                                |     |                 |   |  |  |  |  |              |              |              |
|  | Rodada 1 - Chave Inferior     | Rodada 1 - Chave Inferior     | Rodada 1 - Chave Inferior     | Rodada 2 - Chave Inferior      | Rodada 2 - Chave Inferior      | Rodada 2 - Chave Inferior      | Rodada 3 - Chave Inferior      | Rodada 3 - Chave Inferior      | Rodada 3 - Chave Inferior      | Rodada 4 - Chave Inferior | Rodada 4 - Chave Inferior      | Rodada 4 - Chave Inferior      |                                |     |                 |   |  |  |  |  |              |              |              |
|  | Rodada 1 - Chave Inferior     | Rodada 1 - Chave Inferior     | Rodada 1 - Chave Inferior     | Rodada 2 - Chave Inferior      | Rodada 2 - Chave Inferior      | Rodada 2 - Chave Inferior      | Rodada 3 - Chave Inferior      | Rodada 3 - Chave Inferior      | Rodada 3 - Chave Inferior      | Rodada 4 - Chave Inferior | Rodada 4 - Chave Inferior      | Rodada 4 - Chave Inferior      |                                |     |                 |   |  |  |  |  |              |              |              |
|  |                               |                               |                               | Partida 9 – 14 de maio - 1h00  |                                |                                |                                |                                |                                |                           |                                |                                |                                |     |                 |   |  |  |  |  |              |              |              |
|  |                               |                               |                               |                                |                                |                                |                                |                                |                                |                           |                                |                                |                                |     |                 |   |  |  |  |  |              |              |              |
|  | Partida 5 – 11 de maio - 1h00 | Partida 5 – 11 de maio - 1h00 | Partida 5 – 11 de maio - 1h00 | V5                             | Team Liquid                    | 1                              | Partida 13 – 18 de maio - 6h00 | Partida 13 – 18 de maio - 6h00 | Partida 13 – 18 de maio - 6h00 |                           |                                |                                |                                |     |                 |   |  |  |  |  |              |              |              |
|  | Partida 5 – 11 de maio - 1h00 | Partida 5 – 11 de maio - 1h00 | Partida 5 – 11 de maio - 1h00 | V5                             | Team Liquid                    | 1                              | Partida 13 – 18 de maio - 6h00 | Partida 13 – 18 de maio - 6h00 | Partida 13 – 18 de maio - 6h00 |                           |                                |                                |                                |     |                 |   |  |  |  |  |              |              |              |
|  | P1                            | Team Liquid                   | 3                             |                                |                                | P8                             | T1                             | 3                              |                                |                           | Partida 12 – 17 de maio - 6h00 | Partida 12 – 17 de maio - 6h00 | Partida 12 – 17 de maio - 6h00 | V12 | T1              | 2 |  |  |  |  |              |              |              |
|  | P1                            | Team Liquid                   | 3                             |                                |                                | P8                             | T1                             | 3                              |                                |                           | Partida 12 – 17 de maio - 6h00 | Partida 12 – 17 de maio - 6h00 | Partida 12 – 17 de maio - 6h00 | V12 | T1              | 2 |  |  |  |  |              |              |              |
|  | P2                            | Fnatic                        | 1                             |                                |                                |                                |                                |                                | V9                             | T1                        | 3                              |                                |                                | P11 | Bilibili Gaming | 3 |  |  |  |  |              |              |              |
|  | P2                            | Fnatic                        | 1                             |                                |                                |                                |                                |                                | V9                             | T1                        | 3                              |                                |                                | P11 | Bilibili Gaming | 3 |  |  |  |  |              |              |              |
|  |                               |                               |                               | Partida 10 – 15 de maio - 1h00 | Partida 10 – 15 de maio - 1h00 | Partida 10 – 15 de maio - 1h00 |                                |                                | V10                            | G2 Esports                | 0                              |                                |                                |     |                 |   |  |  |  |  |              |              |              |
|  |                               |                               |                               | Partida 10 – 15 de maio - 1h00 | Partida 10 – 15 de maio - 1h00 | Partida 10 – 15 de maio - 1h00 |                                |                                | V10                            | G2 Esports                | 0                              |                                |                                |     |                 |   |  |  |  |  |              |              |              |
|  | Partida 7 – 12 de maio - 1h00 | Partida 7 – 12 de maio - 1h00 | Partida 7 – 12 de maio - 1h00 | V7                             | G2 Esports                     | 3                              |                                |                                |                                |                           |                                |                                |                                |     |                 |   |  |  |  |  |              |              |              |
|  | Partida 7 – 12 de maio - 1h00 | Partida 7 – 12 de maio - 1h00 | Partida 7 – 12 de maio - 1h00 | V7                             | G2 Esports                     | 3                              |                                |                                |                                |                           |                                |                                |                                |     |                 |   |  |  |  |  |              |              |              |
|  | P3                            | PSG Talon                     | 0                             |                                |                                | P6                             | Top Esports                    | 0                              |                                |                           |                                |                                |                                |     |                 |   |  |  |  |  |              |              |              |
|  | P3                            | PSG Talon                     | 0                             |                                |                                | P6                             | Top Esports                    | 0                              |                                |                           |                                |                                |                                |     |                 |   |  |  |  |  |              |              |              |
|  | P4                            | G2 Esports                    | 3                             |                                |                                |                                |                                |                                |                                |                           |                                |                                |                                |     |                 |   |  |  |  |  |              |              |              |
|  | P4                            | G2 Esports                    | 3                             |                                |                                |                                |                                |                                |                                |                           |                                |                                |                                |     |                 |   |  |  |  |  |              |              |              |

Fonte: LoL Esports
| MSI 2024                    |
| Coreia do Sul               |
| --------------------------- |
| Gen.G Campeões (1.º título) |

## RankingFinal
| Colocação | Equipes         | Campanha        | Classificação | Premiação (USD) |
| --------- | --------------- | --------------- | ------------- | --------------- |
| 1º        | Gen.G           | Fase de Chaves  | Worlds 2024   | $50.000         |
| 2º        | Bilibili Gaming | Fase de Chaves  |               | $30.000         |
| 3º        | T1              | Fase de Chaves  |               | $25.000         |
| 4º        | G2 Esports      | Fase de Chaves  |               | $25.000         |
| 5º/6º     | Team Liquid     | Fase de Chaves  |               | $20.000         |
| 5º/6º     | Top Esports     | Fase de Chaves  |               | $20.000         |
| 7º/8º     | Fnatic          | Fase de Entrada |               | $15.000         |
| 7º/8º     | PSG Talon       | Fase de Entrada |               | $15.000         |
| 9º/10º    | FlyQuest        | Fase de Entrada |               | $10.000         |
| 9º/10º    | GAM Esports     | Fase de Entrada |               | $10.000         |
| 11º/12º   | LOUD            | Fase de Entrada |               | $7.500          |
| 11º/12º   | Estral Esports  | Fase de Entrada |               | $7.500          |